# Juniorvärldsmästerskapet i ishockey 1981
Juniorvärldsmästerskapet i ishockey 1981, JVM i ishockey 1981, var den femte upplagan av Juniorvärldsmästerskapet i ishockey som arrangerades av IIHF. 
Mästerskapet avgjordes i två divisioner som A- och B-JVM. Dessa divisioner spelades som två turneringar:
A-JVM spelades i ett flertal orter i Allgäu i Bayern i Västtyskland, under perioden 27 december 1980 - 2 januari 1981.
B-JVM i Strasbourg, Frankrike, under perioden 23 - 29 mars 1981.
Totalt var sexton lag anmälda till spel. De åtta bästa lagen spelade A-JVM, de åtta näst bästa lagen spelade B-JVM.

## Grupp A
Turneringen vanns inte av Sovjetunionen detta år utan av Sverige, som genom detta vann sin första guldmedalj i juniorvärldsmästerskapen. Det skulle inte ens bli en silvermedalj åt de tidigare fyrfaldiga mästarna, Sovjetunionen, de slutade på tredje plats efter Finland, som knep silvermedaljen.

### Slutresultat
| Juniorvärldsmästerskapet 1981 | Juniorvärldsmästerskapet 1981 |
| ----------------------------- | ----------------------------- |
| Guld                          | Sverige                       |
| Silver                        | Finland                       |
| Brons                         | Sovjetunionen                 |
| 4.                            | Tjeckoslovakien               |
| 5.                            | Västtyskland                  |
| 6.                            | USA                           |
| 7.                            | Kanada                        |
| 8.                            | Österrike                     |
Österrike flyttades ned till B-gruppen inför JVM 1982 och ersattes av Schweiz som vann B-gruppen 1981.

### Spelform
De deltagande lagen delades upp i två divisioner med fyra lag i varje, där varje lag spelade tre matcher. De två lagen som slutade etta och två i respektive division avancerade fram till medaljomgången, medan trean och fyran placerades i nedflyttningsgruppen. I fortsättningsomgångarna tog lagen med sig resultat från kvalomgången. De lag som placerade sig som etta, tvåa och trea i medaljgruppen vann guld-, silver- och bronsmedaljer.
Matcherna spelades i landskapet Allgäu, Västtyskland, närmare bestämt i städerna Augsburg, Füssen, Kaufbeuren, Landsberg am Lech, Kempten im Allgäu, Pfronten och Oberstdorf.

### Kvalomgång

#### Division A
| Datum            | Match                           | Res.   | Periodres.  |
| ---------------- | ------------------------------- | ------ | ----------- |
| 27 december 1980 | Sovjetunionen - Österrike       | 19 - 1 | 7-0,8-0,4-1 |
| 27 december 1980 | Tjeckoslovakien - Kanada        | 3 - 3  | 1-0,0-2,1-1 |
| 28 december 1980 | Kanada - Österrike              | 11 - 1 |             |
| 28 december 1980 | Sovjetunionen - Tjeckoslovakien | 5 - 1  | 2-1,0-0,3-0 |
| 30 december 1980 | Sovjetunionen - Kanada          | 7 - 3  | 3-1,3-0,1-2 |
| 30 december 1980 | Tjeckoslovakien - Österrike     | 21 - 4 | 6-1,6-3,9-0 |

| Div A           | Matcher | V | O | F | Mål   | Poäng |
| --------------- | ------- | - | - | - | ----- | ----- |
| Sovjetunionen   | 3       | 3 | 0 | 1 | 31-5  | 6     |
| Tjeckoslovakien | 3       | 1 | 1 | 1 | 25-12 | 3     |
| Kanada          | 3       | 1 | 1 | 1 | 17-11 | 3     |
| Österrike       | 3       | 0 | 0 | 3 | 6-51  | 0     |

#### Division B
| Datum            | Match                  | Res.   | Periodres.  |
| ---------------- | ---------------------- | ------ | ----------- |
| 27 december 1980 | Finland - USA          | 8 - 1  | 0-0,5-1,3-0 |
| 27 december 1980 | Sverige - Västtyskland | 7 - 3  | 3-2,2-0,2-1 |
| 28 december 1980 | Finland - Västtyskland | 8 - 6  | 3-1,4-3,2-2 |
| 28 december 1980 | Sverige - USA          | 10 - 2 | 0-1,6-1,4-0 |
| 30 december 1980 | Sverige - Finland      | 2 - 1  | 0-1,2-0,0-0 |
| 30 december 1980 | Västtyskland - USA     | 4 - 2  |             |

| Div B        | Matcher | V | O | F | Mål   | Poäng |
| ------------ | ------- | - | - | - | ----- | ----- |
| Sverige      | 3       | 3 | 0 | 0 | 19-6  | 6     |
| Finland      | 3       | 2 | 0 | 1 | 17-9  | 4     |
| Västtyskland | 3       | 1 | 0 | 2 | 13-17 | 2     |
| USA          | 3       | 0 | 0 | 3 | 5-22  | 0     |

### Finalomgång

#### Nedflyttning
| Datum            | Match                    | Res.   | Periodres.  |
| ---------------- | ------------------------ | ------ | ----------- |
| 28 december 1980 | Kanada - Österrike       | 11 - 1 |             |
| 30 december 1980 | Västtyskland - USA       | 4 - 2  |             |
| 31 december 1980 | Västtyskland - Österrike | 9 - 1  | 1-0,5-0,3-1 |
| 31 december 1980 | Kanada - USA             | 3 - 7  | 1-2,2-2,0-4 |
| 2 januari 1981   | Kanada - Västtyskland    | 6 - 7  | 2-5,3-2,1-0 |
| 2 januari 1981   | USA - Österrike          | 7 - 2  | 2-0,2-1,3-1 |

| Nedflyttning | Matcher | V | O | F | Mål   | Poäng |
| ------------ | ------- | - | - | - | ----- | ----- |
| Västtyskland | 3       | 3 | 0 | 0 | 20-9  | 6     |
| USA          | 3       | 2 | 0 | 1 | 16-9  | 4     |
| Kanada       | 3       | 1 | 0 | 2 | 20-15 | 2     |
| Österrike    | 3       | 0 | 0 | 3 | 4-27  | 0     |

#### Medaljpool
| Datum            | Match                           | Res.  | Periodres.  |
| ---------------- | ------------------------------- | ----- | ----------- |
| 30 december 1980 | Sverige - Finland               | 2 - 1 | 0-1,2-0,0-0 |
| 28 december 1980 | Sovjetunionen - Tjeckoslovakien | 5 - 1 | 2-1,0-0,3-0 |
| 31 december 1980 | Tjeckoslovakien - Sverige       | 3 - 3 | 0-1,2-1,1-1 |
| 31 december 1980 | Finland - Sovjetunionen         | 6 - 3 | 2-0,3-1,1-2 |
| 2 januari 1981   | Tjeckoslovakien - Finland       | 6 - 6 | 2-2,1-2,3-2 |
| 2 januari 1981   | Sverige - Sovjetunionen         | 3 - 2 | 2-1,1-1,0-0 |

| Medaljpool      | Matcher | V | O | F | Mål   | Poäng |
| --------------- | ------- | - | - | - | ----- | ----- |
| Sverige         | 3       | 2 | 1 | 0 | 8-6   | 5     |
| Finland         | 3       | 1 | 1 | 1 | 13-11 | 3     |
| Sovjetunionen   | 3       | 1 | 0 | 2 | 10-10 | 2     |
| Tjeckoslovakien | 3       | 0 | 2 | 1 | 10-14 | 2     |

### Skytteliga
| Spelare          | Land            | GP | G | A | Pts |
| ---------------- | --------------- | -- | - | - | --- |
| Dieter Hegen     | Västtyskland    |    | 8 | 1 | 9   |
| Dale Hawerchuk   | Kanada          |    | 5 | 4 | 9   |
| Vladimir Svitek  | Tjeckoslovakien |    | 5 | 4 | 9   |
| Ari Lähteenmäki  | Finland         |    | 5 | 4 | 9   |
| Bob Carpenter    | USA             |    | 5 | 4 | 9   |
| Håkan Nordin     | Sverige         |    | 2 | 7 | 9   |
| Jan Voila        | Finland         |    | 4 | 4 | 8   |
| Patrik Sundström | Sverige         |    | 7 | 0 | 7   |

### Utnämningar

#### All-star lag
- Målvakt:  Lars Eriksson
- Backar:  Håkan Nordin,  Miloslav Horava
- Forwards: Patrik Sundström,  Jan Erixon,  Ari Lätheenmäki

#### IIHFval av bäste spelare
- Målvakt:  Lars Eriksson
- Back:  Miloslav Horava
- Forward:  Patrik Sundström

### Spelartrupper

#### Sverige
- Målvakter: Lars Eriksson, Peter Åslin
- Backar: Peter Andersson, Michael Thelvén, Roger Hägglund, Håkan Nordin, Dan Nicklasson, Ove Pettersson, Robert Nordmark
- Forwards: Jan Erixon, Anders Björklund, Jan Ingman, Peter Madach, Peter Nilsson, Martin Pettersson, Patrik Sundström, Peter Sundström, Jens Öhling, Anders Jonsson, Mikael Granstedt

## Grupp B
Matcherna spelades i Strasbourg i Frankrike. Turneringen vanns av Schweiz som flyttades upp i Grupp A inför kommande JVM.

### Slutresultat
| Juniorvärldsmästerskapet 1981 - Grupp B | Juniorvärldsmästerskapet 1981 - Grupp B |
| --------------------------------------- | --------------------------------------- |
| 1.                                      | Schweiz                                 |
| 2.                                      | Norge                                   |
| 3.                                      | Polen                                   |
| 4.                                      | Nederländerna                           |
| 5.                                      | Danmark                                 |
| 6.                                      | Jugoslavien                             |
| 7.                                      | Italien                                 |
| 8.                                      | Frankrike                               |

### Spelform
De deltagande lagen delades upp i två divisioner med fyra lag i varje, där varje lag spelade tre matcher. De två lagen som slutade etta och två i respektive division avancerade fram till finalomgången, medan trean och fyran placerades i placeringsgruppen. I fortsättningsomgångarna tog lagen med sig resultat från kvalomgången. Det lag som placerade sig som etta i finalgruppen flyttades upp till Grupp A inför JVM i ishockey 1982.

### Inledande omgång

#### Pool A
| Datum | Match                       | Res.   | Periodres. |
| ----- | --------------------------- | ------ | ---------- |
|       | Schweiz - Nederländerna     | 10 - 0 |            |
|       | Danmark - Jugoslavien       | 7 - 4  |            |
|       | Nederländerna - Danmark     | 3 - 2  |            |
|       | Jugoslavien - Schweiz       | 3 - 7  |            |
|       | Danmark - Schweiz           | 1 - 8  |            |
|       | Jugoslavien - Nederländerna | 1 - 6  |            |

| Pool A        | Matcher | V | O | F | Mål   | Poäng |
| ------------- | ------- | - | - | - | ----- | ----- |
| Schweiz       | 3       | 3 | 0 | 0 | 25-4  | 6     |
| Nederländerna | 3       | 2 | 0 | 1 | 9-13  | 4     |
| Danmark       | 3       | 1 | 0 | 2 | 10-15 | 2     |
| Jugoslavien   | 3       | 0 | 0 | 3 | 8-20  | 0     |

#### Pool B
| Datum | Match               | Res.   | Periodres. |
| ----- | ------------------- | ------ | ---------- |
|       | Norge - Polen       | 6 - 5  |            |
|       | Italien - Frankrike | 7 - 3  |            |
|       | Italien - Norge     | 5 - 5  |            |
|       | Frankrike - Polen   | 4 - 8  |            |
|       | Norge - Frankrike   | 9 - 3  |            |
|       | Italien - Polen     | 1 - 12 |            |

| Pool B    | Matcher | V | O | F | Mål   | Poäng |
| --------- | ------- | - | - | - | ----- | ----- |
| Norge     | 3       | 2 | 1 | 0 | 20-13 | 5     |
| Polen     | 3       | 2 | 0 | 1 | 25-11 | 4     |
| Italien   | 3       | 1 | 1 | 1 | 13-20 | 3     |
| Frankrike | 3       | 0 | 0 | 3 | 10-24 | 0     |

### Finalomgång

#### Placeringsgrupp
| Datum | Match                   | Res.  | Periodres. |
| ----- | ----------------------- | ----- | ---------- |
|       | Danmark - Jugoslavien   | 7 - 4 |            |
|       | Italien - Frankrike     | 7 - 3 |            |
|       | Italien - Danmark       | 1 - 5 |            |
|       | Frankrike - Jugoslavien | 4 - 4 |            |
|       | Danmark - Frankrike     | 7 - 6 |            |
|       | Italien - Jugoslavien   | 3 - 8 |            |

| Placeringar 5-8 | Matcher | V | O | F | Mål   | Poäng |
| --------------- | ------- | - | - | - | ----- | ----- |
| Danmark         | 3       | 3 | 0 | 0 | 19-11 | 6     |
| Jugoslavien     | 3       | 1 | 1 | 1 | 16-14 | 3     |
| Italien         | 3       | 1 | 0 | 2 | 11-16 | 2     |
| Frankrike       | 3       | 0 | 1 | 2 | 13-18 | 1     |

#### Uppflyttningsgrupp
| Datum | Match                    | Res.   | Periodres. |
| ----- | ------------------------ | ------ | ---------- |
|       | Schweiz - Nederländerna  | 10 - 0 |            |
|       | Norge - Polen            | 6 - 5  |            |
|       | Polen - Nederländenderna | 7 - 0  |            |
|       | Norge - Schweiz          | 4 - 4  |            |
|       | Nederländerna - Norge    | 1 - 8  |            |
|       | Polen - Schweiz          | 2 - 5  |            |

| Uppflyttning  | Matcher | V | O | F | Mål   | Poäng |
| ------------- | ------- | - | - | - | ----- | ----- |
| Schweiz       | 3       | 2 | 1 | 0 | 19-6  | 5     |
| Norge         | 3       | 2 | 1 | 0 | 18-10 | 5     |
| Polen         | 3       | 1 | 0 | 2 | 14-11 | 2     |
| Nederländerna | 3       | 0 | 0 | 3 | 1-25  | 0     |